# Angeluz
Angeluz es una película mexicana del género terror del año 1998. La película fue reeditada en 2001 por el productor, sin el consentimiento del director, lo cual desató polémica en aquel país.[cita requerida]

## Argumento
Un adolescente es la reencarnación de una especie animal extinguida que fue confundida en la Edad Media con demonios.